# عملات كوندر

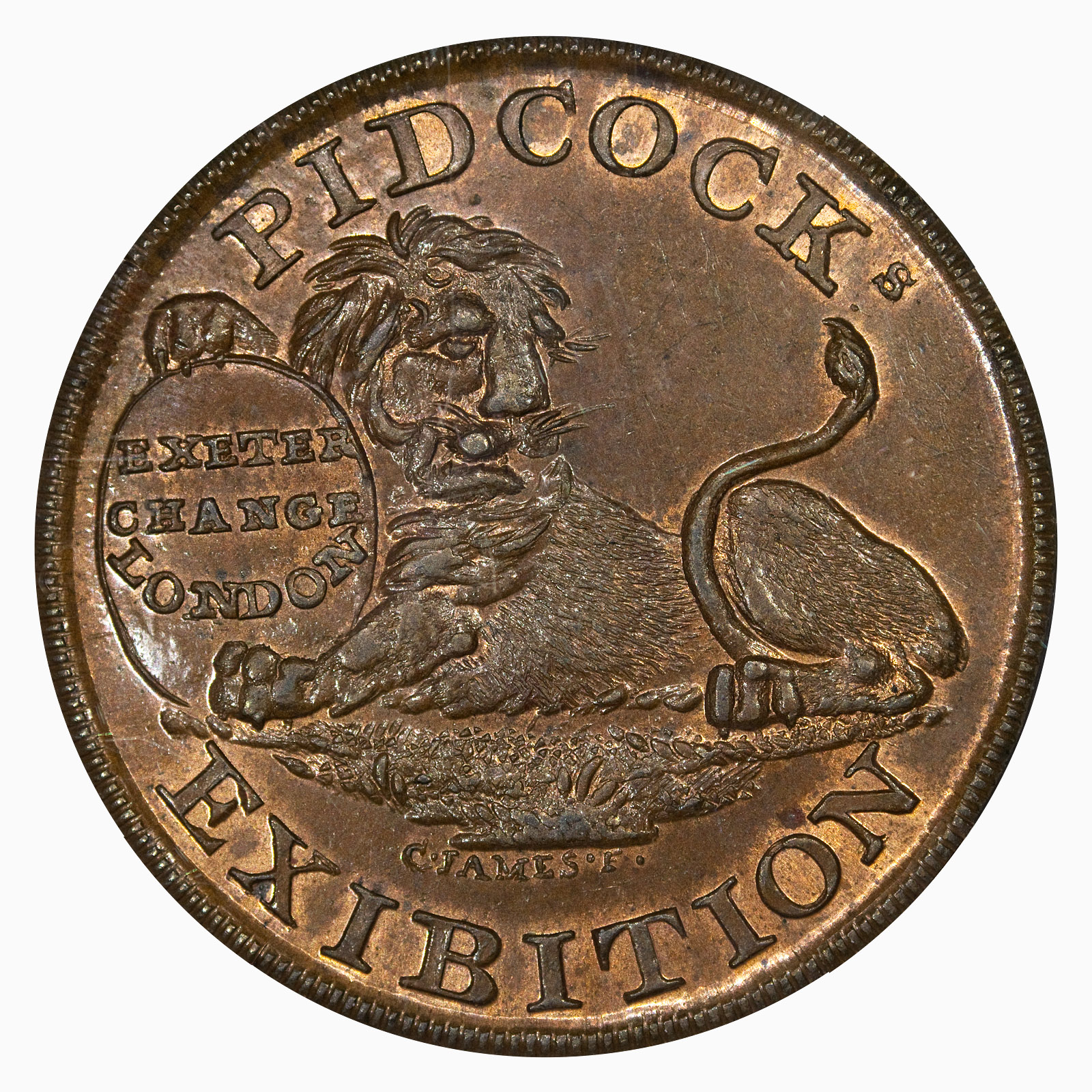

عملات كوندر (تُعرف أيضُا بعملات القرن الثامن عشر الإقليمية) هي نوع من العملات المعدنية الرمزية المسكوكة من قبل جهات خاصة، وكانت تُسك وتُتداول بين الناس على مدار نهاية القرن الثامن عشر ومطلع القرن التاسع عشر في إنجلترا وويلز واستكلندا وأيرلندا وأنغلزي.
ففي ظل تلك الفترة نشأ عجز في فئات العملات الصغيرة التي تستخدم في المقايضات اليومية، وكان ذلك هو الدافع الرئيسي وراء حاجة الناس لمثل تلك العملات الرمزية. ولكن توجد عوامل أخرى ساعدت على زيادة الطلب على تلك العملات مثل قيام الثورة الصناعية والزيادة السكانية وهيمنة العملات المزيفة على سوق العملات. ونظرًا إلى أن الحكومة كانت لا تحرك ساكنًا في سبيل إنقاص ذلك العجز فلم يجد أصحاب الأعمال الخاصة والتجار مفرًا من أن يتولوا زمام الأمور بأيديهم. وسك هذا النوع من العملات لأول مرة عام 1787 بغرض دفع أجور العاملين في شركة مناجم باريس. وبحلول عام 1795 سكت الملايين من تلك العملات مع وجود آلاف الأشكال المختلفة، وكانت تُستخدم للمقايضة في جميع أنحاء بريطانيا العظمى.
واشتهرت هواية جمع العملات الرمزية بعد فترة وجيزة من صناعتها لأول مرة مما أدى إلى توفر عدد كبير من تلك العملات حتى الآن وهي لا تزال محفوظة بعناية شديدة من قبل هواة جمع العملات. ولا يزال المعيار الذي نحدد من خلاله ما إذا كانت تلك العملات من نوع كوندر مُبهمًا، ولكن معظم هواة جمع العملات يتفقون على أن عملات كوندر تتضمن العملات التي فُهرست في بادئ الأمر من قبل عالم المسكوكات جيمس كوندر ولاحقًا من قبل دالتون وهامر.

## التاريخ

### نقص العملات
تفيد المصادر التاريخية بوجود نقص في فئات العملات الصغيرة في بريطانيا العظمة بداية من القرن الرابع عشر. وقد أدى هذا النقص إلى صعوبة دفع أجور العاملين وتعسّر إجراء المقايضات اليومية. وازداد الحال سوءًا يومًا بعد يوم حتى أواخر القرن السابع عشر وأصبح الأمر يمثل مشكلة شائكة بحلول منتصف القرن الثامن عشر. ووصل العجز في فئات العملات الصغيرة إلى حالة حرجة بالتزامن مع انتقال العمال من الوظائف الزراعية إلى العمل في المصانع خلال فترة الثورة الصناعية. وتعسر على المصانع آنذاك أن تدفع أجور جميع العاملين في كشوفات الرواتب التي تتزايد في طولها يومًا بعد يوم بدون مصدر إمداد بالعملات. وفي ذات الوقت تضاعف معدل نمو سكان بريطانيا العظمى لأربعة أمثاله في خلال الفترة ما بين عام 1750 و1800. وازدادت الأمور سوءًا بسبب حظر التعامل بالعملات الفضية البريطانية بموجب قانون كريشام، واجتياح العملات النحاسية المزيفة، وإنتاج عملات غير ذهبية بشكل عشوائي من قبل دار سك العملة الملكية بداية من أواخر القرن السابع عشر وحتى أواخر القرن الثامن عشر. وقد توقف إنتاج العملات النحاسية والفضية لأعوام طوال، وفي عام 1775 أمر الملك جورج الثالث بإيقاف سك العملات النحاسية في دار سك العملات الملكية.
وفي عام 1768 عُثر على أكبر مناجم نحاس في العالم في جبل باريس الواقع في جزيرة أنغلزي شمال غرب ويلز. وفي عام 1785 قابل توماس ويليام (الذي يُلقب بملك النحاس)، بصفته ممثل شركة مناجم باريس، رئيس سك العملات البريطاني واقترح عليه أن تُسك العملات المعدنية الملكية باستخدام طريقة كتابة الكلام على حواف العملات لمنع انتشار العملات المزيفة، وقد عرض عليه أن يمنحه تلك التكنولوجيا بدون مقابل مادي بشرط أن تكون شركة مناجم باريس المصدر الوحيد للنحاس المُستخدم في صناعة العملات. ولكن رئيس سك العملات البريطاني لم يرضَ بهذا العرض. وبحلول 1786 كانت ثلثي العملات المُتداولة في الأسواق مزيفة، وواجهت دار سك العملات تلك المشكلة عن طريق إغلاق أبوابها مما زاد الطين بلة. ومن ثم تضائل عدد العملات الفضية الأصلية في الأسواق. كما أن العملات النحاسية الأصلية كانت تُذاب لكي تُستبدل بعملات مزيفة أخف منها وزنًا. ولم يسك دار المسكوكات البريطاني عملة واحدة لمدة 48 سنة (من عام 1773 وحتى 1821)، وحتى العملات التي كانت تُسك في بعض المناسبات الناردة كانت تُصنع بجودة رديئة بدون فرض أي نوع من ضبط الجودة. وفي فبراير 1787 أشرف ويليام على مناسبة سك أول عملات رمزية نحاسية خاصة التي اُستخدم بعضها لدفع أجور العاملين لدى شركة مناجم باريس. وكانت أول عملات رمزية تحمل صورة كاهن كلتي مُغطى رأسه، وفي خلال فترة وجيزة حازت تلك العملات على انتباه لندن بمثابة حل مُرجح لنقص فئات العملات الصغيرة. ولم يمض وقت قليل بعد انتشار عملات الكاهن الكلتي حتى حذت المدن الأخرى وجهات العمل وأرباب الأعمال بحذو شركة باريس، وشرعوا في تصميم عملاتهم الخاصة وسكها.

### ماثيو بولتون ودار سوهو لسك العملات
وازدهر الطلب على فئات العملات الصغيرة، وازدادت شعبية العملات الرمزية النحاسية التي تشبه عملة نصف البنس على نحو سريع. وكان ماثيو بولتون من بين منتجي تلك العملات، إذ كان يسك منها أعدادًا غزيرة بالنيابة عن جميع التجار. فقد سكت الملايين من تلك العملات التجارية على يد ماثيو بولتون على مدار حياته. ولم يكن بولتون حديث العهد بمجال صناعة السلع المعدنية الصغيرة، فقد نشأ في عائلة تمتلك مصنعًا يختص بصناعة مشابك الأحزمة، وقد تولى إدارة هذا المكان لعدة أعوام. وفي منتصف ثمانينيات القرن الثامن عشر سلّط بولتون اهتمامه على صناعة العملات؛ فمن وجهة نظره لا تعدو تلك العملات إلا أن تكون سلعة معدنية أخرى مثل تلك التي كان يصنعها لأعوام طوال. كما أنه كان يمتلك حصصًا من شركة تعدين النحاس في كورنوال، وكان يمتلك مخزونًا هائلًا من النحاس الذي اشتراه عندما لم تجد مناجم النحاس مكانًا أخرى لتنقله إليه. ولكنه رفض طلب صناعة العملات المزيفة رفضًا قاطعًا. وفي عام 1788 أسس دار سوهو لسك العملات كجزء من منشأته الصناعية. وكان يحتوي مصنع العملات على ثماني آلات كبس تعمل بالبخار، وكل واحدة منها تسك 70-84 عملة في الدقيقة الواحدة.
وقضى بولتون وقتًا طويلًا في لندن في محاولة الضغط سياسيًا على الحكومة للحصول على تعاقد بسك العملات البريطانية، ولكن في يونيو 1790 أجلت حكومة ويليام بيت قرار إعادة سك العملات إلى أجل غير مسمى. وفي ذات الأوقات كان مصنع سوهو ينتج العملات لصالح شركة شرق الهند وشركة سييرا ليون والحكومة الروسية، بالإضافة إلى إنتاج أقراص معدنية عالية الجودة جاهزة للطباعة (وهي تُعرف أيضًا بالعملات الفارغة) ليتم سكها في مصانع المسكوكات الوطنية في دول أخرى. وقد أرسلت شركة سوهو ما يزيد عن 20 عملة فارغة إلى فيلادلفيا كي تُسك إلى سنتات وأنصاف السنتات في دار السك الأمريكية.
وقد وصلت أزمة الأوضاع المالية الوطنية في بريطانيا إلى حالة يائسة بحلول فبراير 1797 حينما أعلن بنك إنجلترا عن توقف مقايضة الأوراق النقدية بالذهب. وفي محاولة لزيادة كمية النقود المتداولة قررت الحكومة تبني خطة إنتاج كميات هائلة من العملات النحاسية، ولذلك استدعت الحكومة بولتون إلى لندن في 3 مارس 1797 لإخباره بخطة الحكومة، ومع نهاية الشهر حصل بولتون على عقده المنشود. وطبقًا للبيان الملكي بتاريخ 26 يوليو 1797 فقد «تكرم الملك جورج الثالث بإعطاء التوجيهات لإتخاذ التدابير اللازمة لتوفير إمدادات العملات النحاسية على الفور بما يتلائم مع أجور الفقراء العاملين في ظل الطوارئ الحاضرة». وقد اشترط البيان أن تزن العملتان (عملة البنس والبنسان) أونصة وأونصتين على الترتيب بحيث تتناسب قيمة العملة الحقيقية مع قيمتها الاسمية. وشرعت مصانع سوهو في إنتاج عملات البنس والبنسان في عام 1797، وتبعهما بعد ذلك نصف البنس وربع البنس في عام 1799. ومع وجود كميات كبيرة من فئات العملات الصغيرة بواسطة الحكومة تلاشت حاجة الناس إلى استخدام عملات رمزية محلية.

### عودة مسكوكات الحكومة
بحلول عام 1802 توقفت صناعة العملات الرمزية المسكوكة من قبل جهات خاصة. ولكن في العشر سنوات التالية زادت قيمة النحاس. ومن جديد عاودت العملات الرمزية الخاصة الظهور بحلول عام 1811 وتفشت بحلول عام 1812 نظرًا إلى انتشار عادة إذابة عملات الحكومة لاستخلاص النحاس واستخدامه في التجارة. وفي عام 1816 اضطلعت دار السك الملكية ببرنامج ضخم لإعادة سك العملات يتضمن إنتاج عدد ضخم من العملات الفضية والذهبية. ومن أجل إحباط محاولات إنتاج العملات الرمزية الخاصة فقد صدّق البرلمان في عام 1817 على قانون يمنع صناعة العملات الرمزية الخاصة مع وجود عقوبات مشددة للمخالفين. وفي نهاية المطاف صدر قانون عام 1831 يحظر دفع أجور العاملين بالعملات الرمزية أو أي سلعة أخرى بخلاف العملات الحكومية الرسمية.